# Шиселвени
Шиселвени (енгл. Shiselweni) је покрајина Есватинија. Главни град је Нхлангано. Има површину од 3,786.71 km² и популацију од 204,111 становника према попису из 2017. године. 

## Положај
Налази се на југу државе. На северу се граничи са покрајинама Манзини и Лубомбо, а на југу са ЈАР-ом.

## Административна подела
Покрајина Шиселвени је подељена на 14 инкхундли, од којих свака бира свог представника у Скупштини. Инкхундле су подељене на умпхакатсије:
- Геге: Мгазини, Сисингени, Млиндазве, Мгомфелвени, Емјикелвени, Катсамбеквако, Енсукази, Ендзингени, Кадинга и Емхлахлвени.
- Хосеа: Ондианени, Ка-Хохо Емва, Лусхини, Калиба, Нсингизини и Маниисени.
- Кубута: Нгобелвени, Езисхинени, Какхолване, Нхлалабантфу и Капхунга.
- Масеисини: Дловунга, Мбиланени, Камзизи и Вусвени.
- Матсањени: Екупхумлени, Бамбитје, Динабание и Комонтаба.
- Мтсамбама: Камбхоке, Бханганома, Еквендзени и Магеле.
- Нгудзени: Ндусхулвени, Екуламбени, Ниатсини, Екукханиени и Луситини.
- Нквенва: Ебуселени, Нлалабантфу, Кагвебу, Купхумлени, Хлобане и Сигцинени.
- Сандлени: Буфанени, Нгололвени, Тибондзени, Нкхунгвини, Мбелебелени, Ка-Нзамеиа, Контјингила, Енкаланени, Кагаса и Мпхини.
- Шиселвени 1: Думенкунгвини, Мабона, Мцхинсвени, Мцхинсвени и Зикхотхени.
- Шиселвени 2: Ембхека, Мкхитсини, Махлалини, Сикхотсени, Мпхангисвени, Мбабала и Макхвелела.
- Сигве: Канкхомоние, Емпини, Лулакени и Линдизва.
- Сомнтонго: Млиндазве, Пхангвени, Езиндвенвени, Вимбизибуко, Маплотини и Коминтаба.
- Зомбодзе: Нгвениамени, Мампондвени, Булекени и Зомбодзе.